# IEEE 802.1Qay
IEEE 802.1Qay 또는 PBB-TE(Provider Backbone Bridge Traffic Engineering)는 승인된 통신 네트워크 표준이다. PBB-TE는 캐리어 클래스 전송 네트워크에 이더넷 기술을 채용한다. 이것은 IEEE 802.1ah에 정의된 계층화 가상 랜(VLAN) 태그와 MAC-in-MAC 캡슐화를 기반으로 한다.

## 같이 보기
- IEEE 802.1
- IEEE 802.1aq